# Nothura darwinii
El inambú pálido o yuto pálido (Nothura darwinii), es una especie de Tinamidae comúnmente encontrada a gran altitud en tierras nevadas del sur de la Cordillera de los Andes en América del Sur.

## Distribución
Se encuentra en Perú, Bolivia y Argentina.  